# Croix de 1732 de Vaivre-et-Montoille
Ne doit pas être confondu avec Croix de 1633 de Vaivre-et-Montoille.
La Croix de 1732 de Vaivre-et-Montoille est une croix situé à Vaivre-et-Montoille, en banlieue ouest de Vesoul, dans la Haute-Saône. Elle est classée monument historique depuis le 21 janvier 1944.